# Benita Fitzgerald-Brown
Benita Fitzgerald-Brown (Warrenton, 6 luglio 1961) è un'ex ostacolista statunitense, campionessa olimpica dei 100 metri ostacoli a Los Angeles 1984.

## Biografia
È stata la prima afroamericana e la seconda statunitense, dopo Babe Didrikson-Zaharias nel 1932, a vincere l'oro olimpico nei 100 m ostacoli.
Ha studiato all'Università del Tennessee laureandosi in ingegneria industriale e vincendo 15 all-american e 4 titoli NCAA, di cui tre nei 100 m ostacoli.
Nel 1996 la Fitzgerald ebbe l'onore di essere una delle otto donne a portare la bandiera olimpica dentro lo stadio durante la cerimonia d'apertura dei Giochi del centenario ad Atlanta. Fa parte di numerose hall of fame, incluse Virginia High School Hall of Fame, Virginia Sports Hall of Fame e University of Tennessee's Lady Volunteers Hall of Fame.

## Palmarès
| Anno | Manifestazione      | Sede        | Evento   | Risultato | Prestazione | Note                          |
| ---- | ------------------- | ----------- | -------- | --------- | ----------- | ----------------------------- |
| 1983 | Giochi panamericani | Caracas     | 100 m hs | Oro       | 13"16       |                               |
| 1983 | Mondiali            | Helsinki    | 100 m hs | 8ª        | 12"99       |                               |
| 1984 | Giochi olimpici     | Los Angeles | 100 m hs | Oro       | 12"84       | Miglior prestazione personale |